# Igreja Santa Izabel
A Igreja Santa Izabel é uma igreja católica localizada no bairro Vila Izabel em Curitiba, capital do estado do Paraná.
A igreja faz referência à Rainha Santa Izabel ou  Isabel de Aragão e o nome do bairro é decorrente do batismo da igreja, a primeiro desta localidade.